# Cabanilla (distrito)
Cabanilla é um distrito do departamento de Puno, localizada na província de Lampa, Peru.

## Transporte
O distrito de Cabanilla é servido pela seguinte rodovia:
- PE-34A, que liga o distrito de La Joya (Região de Arequipa) à cidade de Juliaca (Região de Puno)
- PU-123, que liga a cidade de Nicasio ao distrito [1][2][3]